# Bieke Depoorter
Bieke Depoorter (Kortrijk, 1986) is een Belgische fotografe en lid van Magnum Photos.

## Biografie
Depoorter studeerde in 2009 af in de richting fotografie aan het KASK te Gent. In haar beginjaren als fotografe wordt 'ergens slapen' zowat haar handelsmerk. Ze trekt naar Rusland (Ou Menya, 2009), Egypte (As it may be, 2011-2017) en Amerika (I am about to call it a day, 2012), waar ze aan mensen op straat vraagt om bij hen te overnachten en vervolgens foto’s maakt van de huiselijke taferelen. 
In 2012 wordt Depoorter, op 25-jarige leeftijd, opgenomen als “associate member” van het fotoagentschap Magnum Photos om vier jaar later (in 2016) volwaardig lid te worden van het collectief.
In 2015 maakt ze de hoesfoto van het album Man Mountain van Sioen. Ze regisseert samen met Mattias De Craene de kortfilm Dvalemodus tijdens de wintermaanden op het Noorse eiland Sonja, die verschijnt in 2017. In datzelfde jaar start ze ook een langdurig project (Agata) met een jonge Poolse stripster die ze leerde kennen in een Parijse bar.
Het werk van Depoorter is wereldwijd al tijdens verschillende solo- en groepstentoonstellingen geëxposeerd en gepubliceerd in gerenommeerde tijdschriften en fotoboeken.
Naast haar persoonlijke projecten heeft Depoorter ook sociale documentaires gemaakt, waarvoor ze samenwerkte met organisaties zoals Artsen zonder Grenzen.

## Prijzen en onderscheidingen
- 2009: Magnum Expression Award voor Ou menya
- 2017: Prix Levallois voor As It May Be
- 2018: Larry Sultan Photography Award